# Рибне (Дмитровський міський округ)
Ри́бне (рос. Рыбное) — селище у складі Дмитровського міського округу Московської області, Росія.

## Населення
Населення — 1765 осіб (2010; 1850 у 2002).
Національний склад (станом на 2002 рік):
- росіяни — 96 %